# 하오펑
하오펑(학붕, 중국어 간체자: 郝鹏, 1960년 7월 ~ )은 중화인민공화국의 정치인이다.

## 생애
산시성 펑샹 현 출신이다. 1976년 1월, 간쑤성 웨이위안현 루위안 인민공사에서 지식청년 교육을 받았다. 1978년 서북공업대학교 항공기 제조공학과에 입학했고 1982년 졸업후 중국항공공업그룹 란저우 비행통제공장에서 근무했다. 1982년 3월 중국 공산당에 입당했다. 하오펑은 17년 동안 공장에서 근무하면서 공장의 여러 직책을 맡았으며 1993년 공장경영 부공장장을 거쳐 1994년 공장장으로 승진했다. 1997년부터 서북공업대학에서 항공 공학을 전공하여 2000년에 공학 석사 학위를 취득했다. 1999년 2월, 간쑤성 경제무역위원회 부주임을 맡으면서 정치에 입문했고, 2000년 8월 중국공산당 란저우시 시위원회 상무위원과 부시장을 역임했다. 2002년 2월 중국공산당 란저우시 시위원회 부서기와 부시장을 지냈다. 2003년 11월 티베트 자치구 인민정부 부주석을 거쳐 2006년 6월, 중국공산당 티베트 자치구 당위원회 상무위원과 부주석으로 선출되었고 같은해 10월 티베트 자치구 당위원회 부서기 겸 인민정구 상무 부주석으로 선출되었다. 2010년 12월부터 2012년 4월까지 중국공산당 티베트 자치구 정치법률위원회 서기를 지냈다.
중국공산당 제18기 중앙위원회 후보위원과 제19기 중앙위원, 칭하이성 성장을 역임했으며, 현재 국무원국유자산감독관리위원회 상임위 서기이다.